# Eleonore Prochaska
Marie Christiane Eleonore Prochaska (Potsdam, 11 de março de 1785 – Dannenberg, 5 de outubro de 1813) foi uma soldado alemã que lutou no exército prussiano contra Napoleão durante a Guerra da Sexta Coalizão.

## Vida
O pai de Prochaska era um suboficial da guarda prussiana, servindo com baixa renda. Ela cresceu pobre e foi enviada por seu pai para o orfanato militar em Potsdam quando sua mãe morreu. Mais tarde, ela encontrou trabalho como empregada doméstica, embora também se interessasse pela guerra contra Napoleão Bonaparte desde cedo.
Durante essas guerras, Prochaska se disfarçou de homem e se registrou no 1º Jägerbataillon do Corpo Livre de Lützow sob o nome de August Renz em 1813, servindo primeiro como tamborista e depois na infantaria. Ela foi gravemente ferida na Batalha de Göhrde e os cirurgiões de campanha, correndo para tratar seus ferimentos, descobriram que ela era uma mulher e a levaram para Dannenberg, onde ela sucumbiu aos ferimentos três semanas depois.

## Legado
Em retrospecto, Prochaska foi fortemente idealizada como uma heroína casta e homenageada como "A Joana d'Arc de Potsdam" (em alemão:  die Potsdamer Jeanne d'Arc). Várias peças e poemas foram escritos sobre sua vida (incluindo aqueles de Friedrich Rückert e Emil Taubert), enquanto Ludwig van Beethoven começou uma "Bühnenmusik" (WoO 96) sobre ela, com um libreto escrito por Friedrich Duncker.
Em 1863, um marco comemorativo foi erguido sobre o túmulo de Prochaska em St.-Annen-Friedhof, em Danneburg, e em 1889 sua cidade natal, Potsdam, criou um monumento em sua memória ("Der Heldenjungfrau zum Gedächtnis", ou "Em memória da heroíca donzela"), que ainida sobrevive no quase completamente limpo Alten Friedhof (antigo cemitério).

### Na música e na literatura
Ludwig van Beethoven compôs música incidental para uma peça de Johann Friedrich Leopold Duncker sobre Prochaska, intitulado Leonore Prohaska. Duncker era secretário do gabinete do rei da Prússia, a quem acompanhou ao Congresso de Viena. Apesar das esperanças de Duncker, Leonore Prohaska não foi apresentada em Viena, o que pode ter ocorrido porque o material já havia sido tratado em Das Mädchen von Potsdam, de Piwald, que teve uma apresentação em 1814.

## Contexto
- Prochaska foi uma das muitas mulheres alemãs que lutaram nas Guerras Napoleônicas. Friederike Krüger (1789–1848), graças à proteção de seu comandante de brigada, tornou-se cabo no exército prussiano. Finalmente ela serviu no 2º Garde-Regiment zu Fuß. Seu pedido de aposentadoria foi aceito em 1816 e ela retornou à vida civil.
- Johanna Stegen (1793–1842), de Lüneburg, lutou como civil no batalhão de fuzileiros do 1º Regimento de Infantaria da Pomerânia em uma batalha em Lüneburg, onde forneceu munição às tropas.
- Anna Lühring (1796–1866) juntou-se aos Lützower Jäger em 1814 sob o nome de Eduard Kruse e sobreviveu às Guerras Napoleônicas, embora sua fama pública tenha desaparecido rapidamente.